# Winterborne Houghton
Winterborne Houghton är en ort och civil parish i Storbritannien.   Den ligger i kommunen Dorset och riksdelen England, i den södra delen av landet, 170 km väster om huvudstaden London. Antalet invånare är 183.